# Torre de Kamianiec

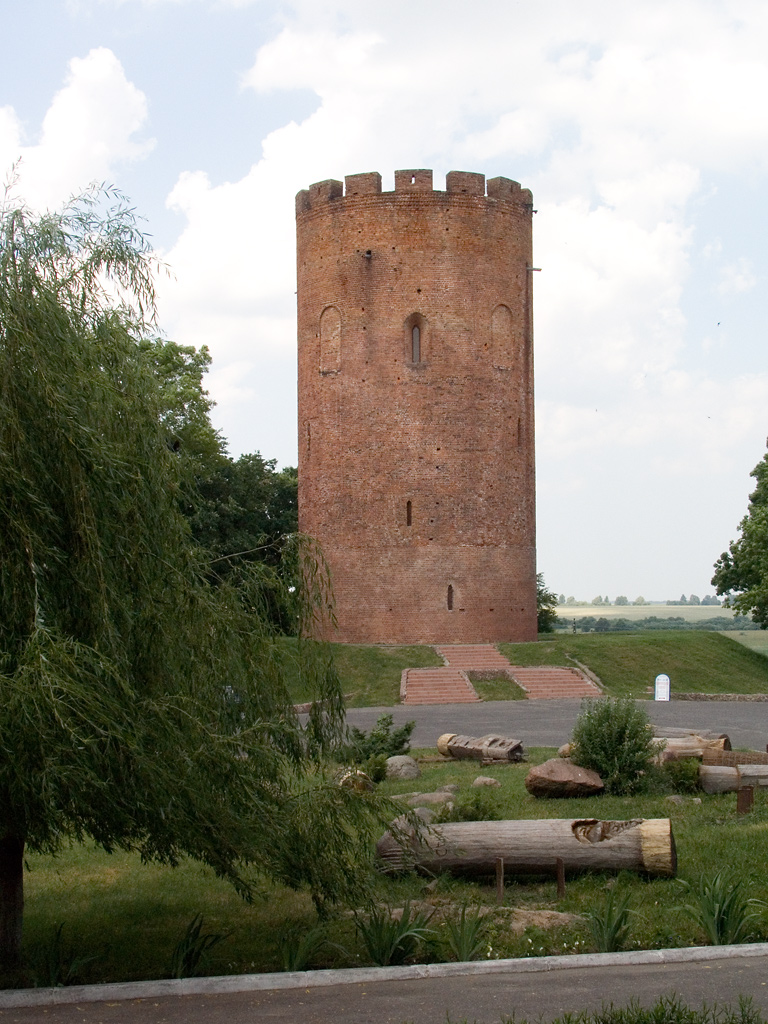
Vista de la torre.

La torre de Kamianiec, también llamada Torre Blanca (en bielorruso: Белая вежа; transliteración: Bielaya Vieža) es una estructura situada en Kamianiec (provincia de Brest, Bielorrusia). Fue erigida entre 1271 y 1289 por un arquitecto llamado Oleksa para servir de fortaleza defensiva frente a Volinia. Es la única torre de su época que queda en pie. Está construida en ladrillo rojo.